# Cantón de Allonnes (Maine y Loira)
El cantón de Allonnes era una división administrativa francesa, que estaba situada en el departamento de Maine y Loira y la región de Países del Loira.

## Composición
El cantón estaba formado por siete comunas:
- Allonnes
- Brain-sur-Allonnes
- La Breille-les-Pins
- Neuillé
- Varennes-sur-Loire
- Villebernier
- Vivy

## Supresión del cantón de Allonnes
En aplicación del Decreto nº 2014-259 de 26 de febrero de 2014, el cantón de Allonnes fue suprimido el 22 de marzo de 2015 y sus 7 comunas pasaron a formar parte del nuevo cantón de Longué-Jumelles.